# Cratere Bunsen
Bunsen è un cratere lunare di 55,22 km situato nella parte nord-occidentale della faccia visibile della Luna.
Il cratere è dedicato al chimico tedesco Robert Wilhelm Bunsen.

## Crateri correlati
Alcuni crateri minori situati in prossimità di Bunsen sono convenzionalmente identificati, sulle mappe lunari, attraverso una lettera associata al nome.
| Bunsen | Coordinate            | Diametro (in km) |
| ------ | --------------------- | ---------------- |
| A      | 43°10′12″N 88°42′36″W | 40,7             |
| B      | 44°06′36″N 88°01′48″W | 21,49            |
| C      | 44°12′36″N 89°49′12″W | 19,02            |
| D      | 40°51′00″N 86°42′36″W | 13,6             |